# Gondola na lagunie
Gondola na lagunie (wł. Gondole sulla laguna) – obraz olejny weneckiego mistrza Francesco Guardiego z około 1765, znajdujący się w zbiorach Muzeum Poldi Pezzoli w Mediolanie.

## Opis dzieła
Na niewielkim płótnie o wymiarach 31 na 42 centymetry, autor przedstawił gondolę płynącą po spokojnej lagunie o zmierzchu. Obraz jest niemal monochromatyczny, dominują szarości i błękity rozjaśnione nikłymi refleksami światła. Atmosfera jest zamglona i niemal perłowa, niebo zlewa się z wodą a linię horyzontu wyznacza niewyraźna linia budynków. Dominuje nastrój spokoju, ciszy i intymności. Obraz przedstawia najprawdopodobniej widok Wenecji z okolic wyspy Murano i często uważany jest za fragment większej kompozycji.

## Interpretacje
Poetyckie dzieło Guardiego i jego pogrzebowy nastrój akcentowany przez czarną gondolę uważane jest przez krytyków sztuki za zapowiedź i przeczucie upadku miasta lagun, Wenecji. Zwracają uwagę na refleksyjne przesłanie obrazu i dopatrują się analogii nastroju do utworów muzycznych Vivaldiego i Albinoniego.
Gondola na lagunie miała wpływ na malarstwo pejzażowe XIX wieku, znali ją i podziwiali impresjoniści między innymi Claude Monet. Wiele podobieństw dostrzeżono również w obrazach Jamesa Whistlera i Williama Turnera.